# Lijst van attracties in Disneyland Park (Anaheim)
Deze pagina bevat een lijst met attracties in het Amerikaanse attractiepark Disneyland Park in Anaheim.

## Huidige attracties

### Main Street, U.S.A.
| Naam                                                           | Opening        | Type                | Foto |
| -------------------------------------------------------------- | -------------- | ------------------- | ---- |
| Main Street Vehicles                                           | 17 juli 1955   | Rondrit             |      |
| The Disney Gallery                                             | 2 oktober 2009 | Museum              |      |
| The Disneyland Story presenting Great Moments with Mr. Lincoln | 18 juli 1965   | Animatronicsshow    |      |
| Disneyland Railroad                                            | 17 juli 1955   | Rondrit, Stoomtrein |      |

### Adventureland
| Naam                                                                    | Opening          | Type              | Foto |
| ----------------------------------------------------------------------- | ---------------- | ----------------- | ---- |
| Walt Disney's Enchanted Tiki Room                                       | 23 juni 1963     | Animatronicsshow  |      |
| Jungle Cruise                                                           | 17 juli 1955     | Rondvaart         |      |
| Indiana Jones Adventure                                                 | 4 maart 1995     | Simulatordarkride |      |
| Adventureland Treehouse inspired by Walt Disney’s Swiss Family Robinson | 10 november 2023 | Walkthrough       |      |

### New Orleans Square
| Naam                               | Opening         | Type            | Foto |
| ---------------------------------- | --------------- | --------------- | ---- |
| Pirates of the Caribbean           | 16 maart 1967   | Dark water ride |      |
| Haunted Mansion                    | 9 augustus 1969 | Darkride        |      |
| Pirate's Lair on Tom Sawyer Island | 16 juni 1956    | Speeleiland     |      |

### Critter Country
| Naam                                   | Opening           | Type            | Foto |
| -------------------------------------- | ----------------- | --------------- | ---- |
| Davy Crockett's Explorer Canoes        | 4 juli 1956       | Rondvaart       |      |
| The Many Adventures of Winnie the Pooh | 11 april 2003     | Darkride        |      |
| Tiana's Bayou Adventure                | 2024 (in aanbouw) | Dark water ride |      |

### Frontierland
| Naam                             | Opening          | Type              | Foto |
| -------------------------------- | ---------------- | ----------------- | ---- |
| Mark Twain Riverboat             | 17 juli 1955     | Rondvaart         |      |
| Sailing Ship Columbia            | 14 juni 1958     | Rondvaart         |      |
| Frontierland Shootin' Exposition | 12 juli 1957     | Schietspel        |      |
| Big Thunder Mountain Railroad    | 2 september 1979 | Mijntreinachtbaan |      |

### Star Wars: Galaxy’s Edge
| Naam                              | Opening         | Type                   | Foto |
| --------------------------------- | --------------- | ---------------------- | ---- |
| Millennium Falcon: Smugglers Run  | 31 mei 2019     | Interactieve simulator |      |
| Star Wars: Rise of the Resistance | 17 januari 2020 | Trackless darkride     |      |

### Fantasyland
| Naam                               | Opening          | Type                 | Foto |
| ---------------------------------- | ---------------- | -------------------- | ---- |
| Sleeping Beauty Castle Walkthrough | 27 november 2008 | Walkthrough          |      |
| Snow White's Enchanted Wish        | 17 juli 1955     | Darkride             |      |
| Peter Pan's Flight                 | 17 juli 1955     | Darkride             |      |
| Pinocchio's Daring Journey         | 23 mei 1983      | Darkride             |      |
| Mr. Toad's Wild Ride               | 17 juli 1955     | Darkride             |      |
| King Arthur Carrousel              | 17 juli 1955     | Draaimolen           |      |
| Dumbo the Flying Elephant          | 16 augustus 1955 | Draaimolen met armen |      |
| Casey Jr. Circus Train             | 31 juli 1955     | Rondrit              |      |
| Mad Tea Party                      | 17 juli 1955     | Theekopjesattractie  |      |
| Alice in Wonderland                | 14 juni 1958     | Darkride             |      |
| Storybook Land Canal Boats         | 17 juli 1955     | Rondvaart            |      |
| Matterhorn Bobsleds                | 14 juni 1959     | Tweelingachtbaan     |      |
| "it's a small world"               | 28 mei 1966      | Dark water ride      |      |

### Mickey's Toontown
| Naam                              | Opening         | Type               | Foto |
| --------------------------------- | --------------- | ------------------ | ---- |
| Mickey & Minnie's Runaway Railway | 27 Januari 2023 | Trackless darkride |      |
| Roger Rabbit's Car Toon Spin      | 26 januari 1994 | Darkride           |      |
| CenTOONial Park                   | 19 maart 2023   | Speeltuin          |      |
| Goofy's How-to-Play Yard          | 19 maart 2023   | Speeltuin          |      |
| Donald's Duck Pond                | 19 maart 2023   | Waterspeelplaats   |      |
| Chip 'n' Dale's GADGETcoaster     | 24 januari 1993 | Achtbaan           |      |

### Tomorrowland
| Naam                                 | Opening        | Type                  | Foto |
| ------------------------------------ | -------------- | --------------------- | ---- |
| Astro Orbitor                        | 22 mei 1998    | Draaimolen met armen  |      |
| Star Tours - The Adventures Continue | 9 januari 1987 | Simulator             |      |
| Buzz Lightyear Astro Blasters        | 17 maart 2005  | Interactieve darkride |      |
| Space Mountain                       | 27 mei 1977    | Overdekte achtbaan    |      |
| Autopia                              | 17 juli 1955   | Rondrit               |      |
| Finding Nemo Submarine Voyage        | 11 juni 2007   | Rondrit, Darkride     |      |
| Disneyland Monorail                  | 14 juni 1959   | Rondrit, Monorail     |      |

Disneyland Resort · Lijst van attracties in Disneyland Park · Sleeping Beauty Castle · afbeeldingen